# Lucien Bonnafé
Lucien Bonnafé, né le 15 octobre 1912 à Figeac et mort le 16 mars 2003 à La Ville-du-Bois, est un psychiatre désaliéniste français qui a élaboré et mis en place la politique de secteur psychiatrique. 
La sectorisation des soins psychiatriques consiste à prendre en charge le malade dans l'aire géographique proche de son domicile. Par le développement de structures intermédiaires extra-hospitalières, elle permet d'assurer la continuité des soins en permettant le maintien des personnes hors des murs, constituant une rupture totale avec l'asile (on considère que l'acte de naissance de la sectorisation psychiatrique est la circulaire ministérielle du 15 mars 1960). 
En 1994, il préface l'ouvrage Quelle psychiatrie pour notre temps ? où sont repris de nombreux écrits de Le Guillant (1900-1968), célèbre homme de terrain et chercheur en psychologie et psychiatrie du travail. 
Après la guerre, Lucien Bonnafé n'a cessé de dénoncer la mort des 40 000 malades mentaux, victimes de l'Occupation, comme Séraphine de Senlis et Sylvain Fusco : « ils furent exterminés dans les hôpitaux psychiatriques par la faim et le froid. »

## Biographie
Lucien Bonnafé est né à Figeac en 1912. Son père est médecin généraliste et son grand-père Maxime Dubuisson, aliéniste, notamment médecin-directeur de la maison de santé de Leyme. Retraité, il a été "rappelé au service" pour assurer les fonctions de médecin-directeur à Saint-Alban, pendant la guerre de 1914 à 1915.
En 1933, il participe au Trapèze volant, groupe surréaliste de Toulouse, en compagnie de Gaston Massat, Elise Lazes, Jacques Matarasso, Gaspard Gomis et Jean Marcenac. Grâce à sa carte de fils de cheminot avec laquelle il voyageait gratuitement, il fut l'émissaire de son groupe auprès des surréalistes parisiens. C'est ainsi qu'il connut plus particulièrement André Breton, Max Ernst, Man Ray et René Crevel.
- 1934 : Pour une participation à une manifestation anti-fasciste interdite, il est condamné à 2 ans de prison avec sursis.
- 1942 : Il est reçu au concours du médicat. Recherché par la police pour ses activités de résistant, il se fait nommer en zone sud et prend la direction de Saint-Alban où il y rencontre François Tosquelles, André Chaurand et Paul Balvet[6].
- 1939-1944 : Avec de nombreuses autres personnalités du « groupe du Gévaudan », dont François Tosquelles, il met au point les bases de la psychothérapie institutionnelle, à l'hôpital psychiatrique de Saint-Alban, en Lozère. C'est dans cet hôpital, où se cachaient de nombreux juifs et résistants, qu'en novembre 1943, Paul Éluard se réfugie, avec sa femme Nusch[7]. Dans cet hôpital, le poète est séduit par les œuvres des patients, et il en rapporte à Paris, les faisant connaître à Jean Dubuffet, qui donnera à l'« art brut » ses lettres de noblesse.
- 1946 : Participe au célèbre colloque de Bonneval organisé par Henri Ey, avec Jacques Lacan, Julien Rouart et Sven Follin.
- 1945-1947 : Après avoir quitté Saint-Alban, il est détaché à titre de contractuel au Ministère de la Santé en tant que conseiller technique pour la psychiatrie générale, sous les ministères Billoux, Prigent, Arthaud, Segelle et Maranne.
- En 1947, pour retrouver une activité clinique et institutionnelle, il choisit un établissement en ruines, rasé par les bombardements, à Sotteville-lès-Rouen en Seine-Maritime, dans la perspective de "faire le contraire des modèles asilaires"[8].
- 1949 : Adhérent depuis 1934 au Parti communiste français jusqu'à sa mort, il signe le manifeste « La psychanalyse, idéologie réactionnaire », manifeste imposé par la direction du PCF.
- 1950 : Lors du 1er Congrès Mondial de Psychiatrie à Paris, il énonce les "bienfaits de la leçon freudienne". Cette intervention fait scandale au sein du PCF[8].
- 1954 : Il participe à la revue Vie Sociale et Traitements destinée aux formations des infirmiers en psychiatrie et visant à soutenir le courant désaliéniste.
- Fin 1957, il quitte Sotteville-lès-Rouen pour la région parisienne, à l'hôpital de Perray-Vaucluse, avec un centre de consultations, Le Figuier, basé dans le 4e arrondissement de Paris[8].
- 1959 : Le groupe de Sèvres met au point les bases de la politique de secteur.
- 1961 : Par la publication des 27 opinions sur la psychothérapie, le rôle thérapeutique de l'infirmier en psychiatrie est précisé.
- 19?? : Il prend la direction du CMP " Les Mozards" de Corbeil Essonnes, après avoir recruté Odette Amand-Wagner[9], major de promotion en section psychiatrique. Ils instaurent ensemble le principe d'hôpital de jour, permettant aux patients suivis de ne pas être internés.
- 1975 : Malgré son appartenance au PCF, il dénonce l’usage répressif de la psychiatrie par l’État soviétique en pleine fête de L'Humanité.
- 1977 : Il prend sa retraite. Puis il participe à un certain nombre d'actions (en 1981 avec Jack Ralite, ministre de la Santé), il  publie Psychiatrie populaire, soutient la réforme des lois de 1838 en refusant des lois spécifiques pour les malades mentaux.
- 1997 : Inauguration de l'exposition "art brut, collection du Docteur Lucien Bonnafé" au musée d'art moderne Lille Métropole.
- 2000 : Le Centre Lucien-Bonnafé de l’Hôpital de Corbeil-Essonnes est inauguré en sa présence.
- 2003 : Il meurt le 16 mars à 90 ans, à son domicile de La Ville du Bois.
- 2005 : La SERHEP Corbeil a arrêté toute activité et s'est dissoute en 2007. Le centre Lucien-Bonnafé a donc été transféré à la SERHEP de Ville-Évrard à Neuilly-sur-Marne.

## Œuvres
- Dans cette nuit peuplée : 18 textes politiques, Paris, Éditions sociales, 1977, 252 p. (ISBN 2-209-05279-3)
- Psychiatrie populaire, par qui ? pour quoi ? ou Psychorama, Paris, Éditions du Scarabée, coll. « L'Ouverture psychiatrique », 1981, 220 p. (ISBN 2-7145-0034-X)
- (avec Patrick Tort) L'Homme, cet inconnu ? Alexis Carrel, Jean-Marie Le Pen et les chambres à gaz, Syllepse, 1991.
- Désaliéner : folie(s) et société(s), Toulouse, Presses universitaires du Mirail, coll. « Chemins cliniques », 1992, 334 p. (ISBN 2-85816-166-6, lire en ligne)
- Le miroir ensorcelé, Paris, Syllepse, coll. « Utopie critique », 2002, 334 p. (ISBN 2-913165-60-5)
- Psychanalyse de la connaissance, Ramonville-Saint-Agne, Érès, coll. « Études, recherches, actions en santé mentale en Europe », 2002, 182 p. (ISBN 978-2-7492-0062-0 et 2-7492-0062-8), préface de Yves Buin, Guy Baillon ; postface de Franck Chaumon.
- L'Extermination douce, de Max Lafont, éditions Le Bord de l'eau 2000 (rencontre avec Lucien Bonnafé) 40.000 malades mentaux morts de faim dans les hôpitaux sous Vichy.